# Carolina Hiller
Carolina Hiller (ur. 7 maja 1997 w Prince George) – kanadyjska łyżwiarka szybka, dwukrotna medalistka mistrzostw świata.

## Kariera
Na mistrzostwach świata na dystansach w Heerenveen w 2023 zdobyła złoty medal w sprincie drużynowym. Wynik ten powtórzyła na rozgrywanych rok później mistrzostwach świata na dystansach w Calgary.
W sprincie drużynowym zdobywała także złoto na mistrzostwach czterech kontynentów w Hachinohe (2025) oraz brąz na mistrzostwach czterech kontynentów w Calgary (2022) i mistrzostwach czterech kontynentów w Salt Lake City (2024). Na drugiej z tych imprez zajęła także szóste miejsce w biegu na 500 m.